# Élie Guadet
Marguerite Élie Guadet (Saint-Émilion, 20 luglio 1758 – Bordeaux, 19 giugno 1794) è stato un avvocato, politico e rivoluzionario francese.

## Biografia
Marguerite Élie Guadet è stato membro del Comitato di sicurezza generale, Deputato della Gironda alla Convenzione nazionale e per un breve periodo Presidente della stessa.

### Deputato
Quando scoppiò la Rivoluzione francese nel 1789, Élie Guadet, proveniente da una famiglia di magistrati girondini, ha già acquisito una solida reputazione di avvocato difensore a Bordeaux. Nominato amministratore del dipartimento della Gironda nel 1790 e poi presidente della Corte penale di Bordeaux, fu eletto lo stesso anno deputato per la Gironda all'Assemblea legislativa.
Con Armand Gensonné e Pierre Victurnien Vergniaud, sarà uno dei fondatori del gruppo politico dei Girondini. 
Presiede l'Assemblea nazionale dal 22 gennaio al 5 febbraio 1792 e presiede la Convenzione nazionale dal 18 ottobre al 1º novembre 1792.

### Assemblea legislativa
Sostenitore della Costituzione del 1791, Élie Guadet aderisce al club dei Giacobini e persegue nemici e oppositori della Costituzione. Egli si oppose con virulenza ai ministri di Luigi XVI e contribuisce a far accettare al sovrano un gabinetto Girondino, il 15 marzo 1792.
Dopo che Luigi XVI ha revocato il gabinetto Girondino nel mese di giugno, Guadet cerca di riprendere i contatti con la Corte, ma questi tentativi sono interrotti dopo l'insurrezione del 10 agosto 1792, che vede la caduta della monarchia. Si oppone quindi violentemente alla Commune insurrezionale di Parigi, ottenendo temporaneamente il suo scioglimento, il 30 agosto, anche se questa decisione è stata annullata il giorno successivo. Al Processo di Luigi XVI, si pronuncia per l'appello al popolo e la pena di morte, ma condizionale.

### Convenzione
Inviato dalla Gironda alla Convenzione, eccellendo in attacchi personali e polemiche, Guadet diventa allora uno dei più fieri oppositori dei Montagnardi, in particolare Robespierre, Danton e soprattutto Marat, la sua bestia nera, contro il quale aveva già ottenuto un procedimento d'accusa nel maggio 1792. Anche in questo caso, ottenne l'accusa nei confronti dell'amico del popolo da parte dell'Assemblea nazionale costituente il 12 aprile 1793. Ironia della sorte, egli avrebbe votato contro la sua proposta. È lui che proporrà il 18 giugno, la nomina di una Commissione dei dodici per indagare sugli « abusi » della "Commune di Parigi" e per garantire la sicurezza dell'Assemblea.
Tali posizioni gli valgono per essere uno dei primi deputati designati come « nemici della Rivoluzione » dalle sezioni parigine, e poco dopo, di far parte dei 22 deputati girondini per i quali viene decretato l'arresto durante il 2 giugno 1793 che segnerà il destino del gruppo dei girondini.

### La fuga
Guadet fuggì prima a Caen, dove, con Pétion partecipò al tentativo di insurrezione nella provincia al fine di piegare la Convenzione. Dopo il fallimento di questo tentativo, Gaudet si rifugiò nella Gironda con Pétion, Buzot, Barbaroux, Jean-Baptiste Salles e Jean-Baptiste Louvet de Couvray. Guadet si rifugia a Saint-Émilion, per essere infine arrestato, con Salles, nella casa di suo padre. Fu ghigliottinato a Bordeaux, place Dauphine, il 1 messidoro anno II (19 giugno 1794) insieme al padre, la zia e il fratello. Essi vennero tutti tumulati nel Cimitero della Chartreuse, a Bordeaux.

## Opere
(FR) 
- Dialogue pour les citoyens des campagnes du département du Mont-Blanc, entre un électeur et l'un des commissaires de la Convention nationale, sur le serment civique que la loi exige des prêtres (1793)  Texte en ligne (PDF).
- Constitution du peuple français à l'usage des enfans, précédée du Rapport du comité de salut public, fait à la Convention le 10 juin, par le citoyen Hérault, suivie du Décret et de l'instruction pour la convocation des assemblées primaires, &c, et à laquelle on a joint le nouveau calendrier, décrétée le 24 juin, et acceptée le 10 août, l'an IIe de l'égalité (1793)  Texte en ligne (PDF).
- Théorie de l'ambition et autres essais, édité par Gérard Guégan, Paris, Ramsay, 1978
- Œuvres littéraires et politiques, édité par Hubert Juin, Lausanne, Rencontre, 1970
- Théorie de l'ambition : codicille politique et pratique d'un jeune habitant d'Épône ; suivi de Sur la conversation, édité par Gérard Guégan, Paris, Mille et une nuits, 2005